# Heinrich II. (Stade)
Heinrich II. (* um 1102; † 1128) war als Heinrich IV. Graf von Stade und als Heinrich II. Markgraf der Nordmark (1115–1128).

## Leben
Heinrich war ein Sohn von Lothar Udo III. von Stade, Markgraf der Nordmark, und der Irmengard von Plötzkau.
1106 wurde sein Onkel Rudolf nach dem Tod des Vaters neuer Markgraf, wahrscheinlich an Stelle des noch unmündigen Heinrich. 1115 löste dieser ihn ab.
1123 wurde Heinrich erwähnt, als er gegen den Herzog von Sachsen auftrat. 1128 starb er.

## Ehe
Heinrich war verheiratet mit Adelheid von Ballenstedt, Tochter des Askaniers Otto, Graf von Ballenstedt, genannt „der Reiche“, und Schwester Albrechts des Bären, der zum Markgrafen von Brandenburg und Herzog von Sachsen aufstieg. Aus der Ehe gingen keine Nachkommen hervor.